# Armand Bénédic
Armand Isaac Bénédic (París, 26 d'agost de 1875 - París, 26 d'octubre de 1962) va ser un jugador de cúrling francès, que va competir a començaments del segle xx.
El 1924 va prendre part en els Jocs Olímpics de Chamonix, on guanyà la medalla de bronze en la competició de cúrling formant equip amb Henri Cournollet, Georges André, Pierre Canivet, Robert Planque i Henri Aldebert.